# Осипов Олександр Сергійович
Олександр Сергійович Осипов (рос. Александр Сергеевич Осипов; 24 березня 1989, м. Нижній Тагіл, СРСР) — російський хокеїст, захисник. Виступає за «Амур» (Хабаровськ) у Континентальній хокейній лізі. 
Вихованець хокейної школи «Супутник» (Нижній Тагіл). Виступав за «Рубін» (Тюмень), «Амур» (Хабаровськ), «Амурські Тигри» (Хабаровськ). 